# St Thomas’ Hospital

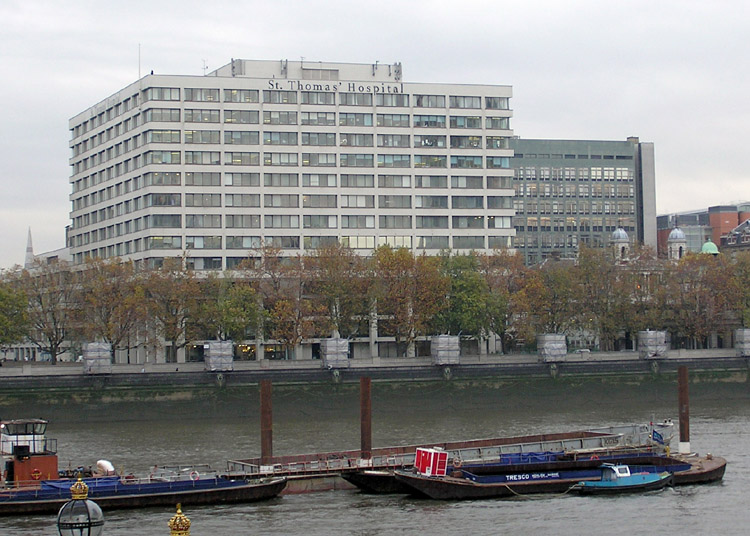
St Thomas’ Hospital (2004)

St Thomas’ Hospital ist ein großes NHS-Krankenhaus im Londoner Stadtteil Lambeth. Der Betreiber ist Guy’s & St Thomas’ NHS Foundation Trust, die auch das Guy’s Hospital betreibt. Das Krankenhaus bietet seine Dienste seit dem 12. Jahrhundert kostenlos an. Es war früher in Southwark untergebracht. Von 1860 bis 1991 war das St Thomas’ Hospital Ausbildungskrankenhaus der Nightingale School of Nursing, einer von Florence Nightingale begründeten Schule zur Ausbildung von Krankenpflegern.

## Geschichte
Das Krankenhaus wurde schon 1215 erwähnt und wurde nach Thomas Becket benannt. Daher kann vermutet werden, dass es nach der Heiligsprechung Beckets 1173 gegründet wurde. Es ist aber auch möglich, dass es damals nur umbenannt wurde und eigentlich von Mary Overie 1106 in Southwark gegründet wurde.
Das heutige St Thomas’ Krankenhaus befindet sich in Stangate im Londoner Stadtteil Lambeth. Es liegt an der Themse direkt gegenüber dem Palace of Westminster.

## Sonstiges
- Das St Thomas’ Hospital war Schauplatz im Endzeit-Horrorfilm 28 Days Later (2002).
- Im April 2020 wurde der an COVID-19 erkrankte britische Premierminister Boris Johnson im St Thomas’ Hospital behandelt.[1]
- Auf einer Mauer des Krankenhausgeländes befindet sich der National Covid Memorial Wall, eine auf private Initiative entstandene Gedenkstätte für die Opfer der COVID-19-Pandemie im Vereinigten Königreich.